# Нью-Касл (округ)
Нью-Касл (англ. New Castle County) — округ, расположенный в штате Делавэр, США с населением в 538 479 человек по данным переписи населения 2010 года. Окружным центром округа является город Уилмингтон.

## География
По данным Бюро переписи населения США, общая площадь округа — 1278,2 км², из которых: 1104 км² (86,38 %) — земля и 174,2 км² (13,62 %) — вода.

## Демография
| Год переписи                       | Нас.   |  | %±    |
| ---------------------------------- | ------ |  | ----- |
| 1790                               | 19688  |  | —     |
| 1800                               | 25361  |  | 28,8% |
| 1810                               | 24429  |  | −3,7% |
| 1820                               | 27899  |  | 14,2% |
| 1830                               | 29720  |  | 6,5%  |
| 1840                               | 33120  |  | 11,4% |
| 1850                               | 42780  |  | 29,2% |
| 1860                               | 54797  |  | 28,1% |
| 1870                               | 63515  |  | 15,9% |
| 1880                               | 77716  |  | 22,4% |
| 1890                               | 97182  |  | 25%   |
| 1900                               | 109697 |  | 12,9% |
| 1910                               | 123188 |  | 12,3% |
| 1920                               | 148239 |  | 20,3% |
| 1930                               | 161032 |  | 8,6%  |
| 1940                               | 179562 |  | 11,5% |
| 1950                               | 218879 |  | 21,9% |
| 1960                               | 307446 |  | 40,5% |
| 1970                               | 385856 |  | 25,5% |
| 1980                               | 398115 |  | 3,2%  |
| 1990                               | 441946 |  | 11%   |
| 2000                               | 500265 |  | 13,2% |
| 2010                               | 538479 |  | 7,6%  |
| 1790–2010 до 18901900–199020002010 |        |  |       |

По данным переписи населения 2000 года в округе проживало 500 265 человек, 127 153 семьи, насчитывалось 188 935 домашних хозяйств и 199 521 жилой дом. Средняя плотность населения составляла около 488,1 человека на один квадратный километр. Расовый состав округа по данным переписи распределился следующим образом: 73,12 % белых, 20,22 % — чёрных или афроамериканцев, 0,20 % — коренных американцев, 2,59 % — азиатов, 0,03 % — выходцев с тихоокеанских островов, 1,62 % — представителей смешанных рас, 2,22 % — других народностей. Испаноговорящие составили 5,26 % от всех жителей округа.
Из 188 935 домашних хозяйств в 32,50 % — воспитывали детей в возрасте до 18 лет, 49,60 % представляли собой совместно проживающие супружеские пары, в 13,40 % семей женщины проживали без мужей, 32,70 % не имели семей. 25,70 % от общего числа семей на момент переписи жили самостоятельно, при этом 8,50 % составили одинокие пожилые люди в возрасте 65 лет и старше. Средний размер домашнего хозяйства составил 2,56 человек, а средний размер семьи — 3,09 человек.
Население округа по возрастному диапазону по данным переписи 2000 года распределилось следующим образом: 24,90 % — жители младше 18 лет, 10,30 % — между 18 и 24 годами, 31,50 % — от 25 до 44 лет, 21,70 % — от 45 до 64 лет и — в возрасте 65 лет и старше. Средний возраст жителей составил 35 лет. На каждые 100 женщин приходилось 94,4 мужчин, при этом на каждые сто женщин 18 лет и старше приходилось 90,8 мужчин также старше 18 лет.
Средний доход на одно домашнее хозяйство в округе составил 52 419 долларов США, а средний доход на одну семью — 62 144 доллара. При этом мужчины имели средний доход в 42 541 доллар США в год против 31 829 долларов среднегодового дохода у женщин. Доход на душу населения в округе составил 25 413 долларов в год.

## Крупные населённые пункты
- Уилмингтон
- Ньюарк